# پسر انسان
پسرِ انسان (به فرانسوی: Le Fils de l'homme) یکی از شناخته شده‌ترین آثار نقاش فراواقع گرا (سورئالیست) بلژیکی، رنه ماگریت (۱۸۹۸ - ۱۹۶۷ میلادی) است.
این نقاشی مردی با کتی خاکستری رنگ و کلاهی لبه‌دار بر سر را نشان می‌دهد در حالی که چهره‌اش به طور کامل با سیبی سبز رنگ پوشیده شده‌است.
ماگریت این اثر را در سال ۱۹۶۴ میلادی و پس از درخواست‌های بسیار از ماگریت برای کشیدن یک پرتره از خود، خلق کرد. پنهان شدن غیرمنتظره چهره پشت سیبی سبزرنگ از عدم توجه نقاش به هویت و شهرتی که از این هویت منتج می‌شود، اشاره دارد.
ماگریت همیشه در کارهایش باورها، حس کنجکاوی و فرضیات از پیش تعیین شده آدمی را به چالش کشیده‌است و سعی می‌کند تا به مخاطب نشان دهد چقدر ساده لوحانه و با اطمینان از حقایقی حرف می‌زند که از محدوده شناختش خارج است.
ماگریت، خود در مورد این اثر گفته‌است:
هرچیز که ما می‌بینیم خود چیز دیگری را پنهان می‌کند. ما همیشه می‌خواهیم چیزی که پنهان است را با چیزی که می‌بینیم، ببینیم اما این امکان‌پذیر نیست. انسان‌ها اسرارشان را خیلی خوب پنهان می‌کنند.

## تحلیل نقاشی پسر انسان
در پسر انسان شاهد مردی هستیم که جلوی منظره‌ی دریا ایستاده. با وجود هوای ابری، نور خورشید بوسیله‌ی سایه‌های سمت چپ مرد، قابل تشخیص است. با بر تن داشتن یک پالتو و کلاه لبه‌دار – کله لبه‌داری که به دفعات در آثار او استفاده شده و احتمالا اشاره به دیدگاه او نسبت به حزب کمونیسم دارد – مرد در ظاهری رسمی به چشم می‌آید. نکته‌ای وجود دارد در اولین رویارویی با اثر، احتمالا متوجه آن نمی‌شوید؛ اما با کمی دقیق‌تر شدن، درخواهید یافت که آرنج راست مرد برعکس است.
البته که آرنج مرد، سوررئال‌ترین بخش اثر نیست؛ سیب سبزی که چهره‌ی مرد را پوشانده نقش اصلی را بازی می‌کند. سیب در مقابل صورت مرد نمایان می‌شود و تماشاگر برای تصور چهره‌ی مرد، باید به تعبیر شخصی خود رجوع کند.
گفته می‌شود نام اثر، اشاره‌ای مستقیم به مسیحیت است و سیب سبز، نمادی از تسلیم آدمی در برابر وسوسه‌هاست. در اساطیر مسیحی، سیب نشانی از دانش و همچنین سقوط آدمی‌ست که به داستان وسوسه‌ی حوا برای خوردن سیب در عدن اشاره دارد.
منبع این تحلیل که بخشی از آن را خواندید، مجله ایران و جهان است که در مقاله‌ای با عنوان «تحلیل نقاشی پسر انسان مشهورترین اثر سورئال رنه ماگریت» به آن پرداخته است.

## نقاشی‌های مشابه
«پسر انسان» شباهت‌های زیادی به دو نقاشی دیگر ماگریت دارد: جنگ بزرگ (به فرانسوی: La grande guerre)(۱۹۶۴) و طعم نامرئی(به فرانسوی: Le Gout de l'invisible).
«جنگ بزرگ» نسخه‌ای از «پسر انسان» است که تنها قسمت بالاتنه و سر مرد کلاه‌دار را نشان می‌دهد و صورتش کاملا با سیب پوشانده شده است. «طعم نامرئی» نیز یک نقاشی با گواش با همین موضوع است.
نقاشی دیگری در همان سال به نام «جنگ بزرگ در نماها» (به فرانسوی: La Grande Guerre Façades)، شخصی را نشان می‌دهد که در مقابل دیواری مشرف به دریا ایستاده‌است(همانند «پسر انسان»)، با این تفاوت که این‌بار یک زن است که چتری در دست دارد و چهره‌اش با گل پوشیده شده است. همچنین نقاشی دیگری به نام «مردی با کلاه لبه‌دار» وجود دارد، نقاشی مشابهی که در آن صورت مرد به جای سیب،‌ با یک پرنده پوشیده شده.

## دیگر آثار
از دیگر آثار مشهور ماگریت می‌توان به پرتره (۱۹۳۵ میلادی)، پرتره‌ای از ادوارد جیمز (۱۹۳۷ میلادی)، در آستانه آزادی (۱۹۳۷ میلادی)، زمان خشک شده (۱۹۳۸ میلادی) و اسرار افق (۱۹۵۵ میلادی) اشاره کرد.